# Ilmenmeer
Het Ilmenmeer (Russisch: Ильмень; Fins: Ilmajärvi) is een meer in de oblast Novgorod, Noordwest-Rusland.
De gemiddelde oppervlakte van het meer bedraagt 982 vierkante kilometer. Afhankelijk van het waterpeil kan dit getal echter variëren van 733 tot ruim 2090 kilometer. Noord-Zuid is het meer 45 kilometer lang, in de breedte iets minder dan 35 kilometer. Het diepste punt is 10 meter. Het meer wordt gevoed door 52 rivieren en riviertjes, waarvan de Msta, de Pola, de Lovat en de Sjelon de belangrijkste zijn. De uitstroom is de Volchov, die op haar beurt weer in het Ladogameer stroomt. Het waterpeil van het meer wordt gereguleerd door de waterkrachtcentrale verder stroomafwaarts in de Volchov.
In noord-zuid opzicht gezien ligt het Ilmenmeer precies tussen Novgorod en Staraja Roessa. Er is dan ook een veerverbinding tussen die plaatsen. Een andere veerdienst vaart tussen Novgorod en Sjimsk.
Het Ilmenmeer was vroeger een cruciaal onderdeel van de handelsroute van de Varjagen naar de Grieken. Tot de 17e eeuw werd het meer Ilmer (Russisch: Илмерь) genoemd.